# Jorge Luis Valderrama
Jorge Luis Valderrama (12 de desembre de 1906 - 1968) fou un futbolista bolivià de la dècada de 1930.
Va participar en el Campionat Sud-Americà de 1926 i 1927 (on també fou entrenador). Fou 7 cops internacional amb la selecció boliviana de futbol, amb la qual disputà la Copa del Món de futbol de 1930. Pel que fa a clubs, defensà els colors del l'Oruro Royal.